# Primož Čučnik
Primož Čučnik (* 1. Juni 1971 in Ljubljana, SFRJ) ist ein slowenischer Dichter, Schriftsteller, Herausgeber und Übersetzer.

## Leben und Werk
Čučnik studierte Philosophie und Kultursoziologie an der Philosophischen Fakultät der Universität Ljubljana. Er ist Redakteur der Literaturzeitschrift Literatura, darüber hinaus gründete er 2002 den Verlag LUD Šerpa, dessen Leiter er bis heute ist.
1999 veröffentlichte er seinen ersten Gedichtband Dve zimi, für den er den Preis für das beste literarische Debüt und 2002 den Zlata ptica-Preis erhielt. Im Folgenden publizierte Čučnik weitere Gedichtbände, die ihm weitere prestigeträchtige Preise einbrachten: 2008 den Preis des Prešeren-Fonds für Delo in dom (2008), 2011 den Jenko-Preis für Kar dar (2010) und 2012 den Veronika-Preis für Mikado (2012).
Während sich Čučniks frühe Gedichte durch die Verwendung eines traditionellen lyrischen Ichs und einer Tendenz zur Verständlichkeit auszeichnen, sind seine späteren Werke durch eine Polyphonie von Stimmen und eine Fragmentarität der Poesie und des Lebens gekennzeichnet. Die lyrische Stimme ist sich bewusst, dass sie die Welt nicht zur Gänze erfassen und verstehen kann. Einen wichtigen Platz in Čučniks Schreiben nehmen Fragen von Sprachlichkeit und der auditive Aspekt von Poesie ein. In seinen Gedichten finden sich zahlreiche Referenzen an Musik bzw. diverse Musiker, allen voran John Cage. Gemeinsam mit dem Lyriker Gregor Podlogar und dem Bassisten Tao G. Vrhovec Sambolec vertonte er die Gedichte seines Erstlingswerkes Dve zimi auf dem Album Dvojnik (1999, Doppelgänger). Darüber hinaus gründete er gemeinsam mit Ana Svetel, Andrej Hočevar, Ana Pepelnik und Mitja Drab die Band Boring Couple. Außerdem führte er mit Ana Pepelnik und Tomaž Grom diverse lyrische Performances auf.
2019 veröffentlichte er gemeinsam mit Ana Pepelnik, Gregor Podlogar und Tone Škrjanec den gemeinsamen Lyrikband Pesmi štirih (Gedichte von vieren), dessen Titel eine Anspielung auf den gleichnamigen legendären und für die slowenische Poesie des 20. Jahrhunderts maßgeblichen Band von Kajetan Kovič, Janez Menart, Ciril Zlobec und Tone Pavček von 1953 darstellt.
2013 erschien sein bisher einziges Prosawerk, der Roman Otročjost, in dem ein kindlicher Erzähler über Kindheit und Aufwachsen spricht. 2021 veröffentlichte er gemeinsam mit Matej Stupica das Buch Samo kralj in norec, das Facebook-Statusmeldungen und Zeichnungen der beiden Autoren aus der Zeit der Corona-Krise enthält.
Čučnik übersetzt ebenfalls amerikanische und polnische Lyrik ins Slowenische, u. a. Czesław Miłosz, Miron Białoszewski, Piotr Sommer sowie John Ashbery, Frank O’Hara und Elizabeth Bishop. Darüber hinaus tritt er gelegentlich als Essayist in Erscheinung, bisher erschienen zwei Bände mit Essays und anderen Texten aus seiner Feder.

## Publikationen

### Lyrik
- Dve zimi. Ljubljana: Center za slovensko književnost. Zbirka Aleph, 1999.
- Ritem v rôkah. Ljubljana: Center za slovensko književnost. Zbirka Aleph, 2002.
- Oda na manhatanski aveniji. Ljubljana: LUD Šerpa, 2003. Mit Gregor Podlogar.
- Akordi. Ljubljana: LUD Šerpa, 2004.
- Nova okna. Ljubljana: LUD Literatura. Zbirka Prišleki, 2005.
- Sekira v medu. Izbrane pesmi. Ljubljana: LUD Šerpa, 2006.
- Delo in dom. Ljubljana: LUD Literatura. Zbirka Prišleki, 2007.
- Kot dar. Ljubljana: LUD Šerpa, 2010.
- Mikado. Ljubljana: Beletrina, 2012.
- Trilogija. Izbrane pesmi. Ljubljana: LUD Literatura, 2015.
- Ti na S. Ljubljana: LUD Literatura. Zbirka Prišleki, 2017.
- Piš čez sen. Ljubljana: LUD Literatura, 2019.
- Pesmi štirih. Od A do Ž. Ljubljana: LUD Šerpa, 2019. Mit Gregor Podlogar, Ana Pepelnik und Tone Škrjanec.
- Niti v sanjah. Ljubljana: LUD Literatura, 2022.

### Prosa
- Otročjost. Ljubljana: LUD Literatura. Zbirka Prišleki, 2013.

### Essayistik und Anderes
- Spati na krilu. Ljubljana: LUD Literatura. Zbirka Novi pristopi, 2008.
- Promet s knjigo. Ljubljana: Ljubljana: LUD Literatura, Zbirka Novi pristopi, 2016.
- Samo kralj in norec. Balada in romanca. Ljubljana: LUD Šerpa, 2021.